# 장철 (1967년)
장철(1967년)은 하이투자증권 수석연구위원, 한맥투자증권 이사다.

## 경력
- 한맥투자증권 이사
- 하이투자증권 수석연구위원
- CJ 투자증권 수석부장
- 대우경제연구소 기업금융담당 이사
- 대유증권 펀드매니저

## 학력
- 중앙대학교 대학원 경영학 박사 졸업

## 출연작

### 방송
- KBS1 《강연 100℃》 - 고정출연
- MBN 《생방송 매일경제》 - 고정출연
- KBS1 《즐거운 책 읽기》 - 고정출연
- 한국경제TV 《뉴스 엔 이슈 시사토크》
- 매일경제TV 《생방송 뉴스플러스》
- KBS2, KBS1 《경제전망대》 - 증시안테나

### 라디오
- 《시사플러스》(KBS 제1라디오, 2002년)
- 《증권정보》(KBS 제2라디오, 2004년)
- 《경제를 배웁시다》(KBS 제1라디오, 2007년)
- 《장철의 YTN 생생경제》(YTN 라디오, 2008년)